# Chrysobothris scabripennis
Chrysobothris scabripennis es una especie de escarabajo del género Chrysobothris, familia Buprestidae. Fue descrita científicamente por Gory & Laporte en 1837.
Mide 9-13 mm.